# Bahnhof Siegen-Weidenau
Der Bahnhof Siegen-Weidenau ist ein Personenbahnhof im Stadtteil Weidenau der nordrhein-westfälischen Universitätsstadt Siegen. Er befindet sich im Zentrum von Weidenau in unmittelbarer Nähe zum ZOB sowie dem Siegerlandzentrum. Auch nach drastischer Verkleinerung des Güterbahnhofs sind hier weiterhin die Übergabegleise zur Kleinbahn Weidenau-Deuz, heute Teil der Kreisbahn Siegen-Wittgenstein.

## Verkehrsgeografie
Weidenau liegt an der Ruhr-Sieg-Strecke, die von Siegen nach Hagen führt. Über den Bahnhof Siegen-Weidenau ist der Stadtteil an den Dortmund-Siegerland-Express, die Ruhr-Sieg-Bahn sowie an die Rothaarbahn nach Bad Berleburg angeschlossen. Zur Hauptverkehrszeit verkehrt zudem die von Limburg über Altenkirchen kommende Westerwald-Sieg-Bahn (RB 90) nach Kreuztal. 

## Geschichte
Der Bahnhof trug ursprünglich die Bezeichnung Weidenau (Sieg). Diese wurde zum 28. September 1968 (Fahrplanwechsel) in Hüttental-Weidenau geändert. Nach der Eingemeindung von Hüttental 1975 in die Stadt Siegen (§ 17 Sauerland/Paderborn-Gesetz) wurde der Bahnhof erneut umbenannt und erhielt seine heutige Bezeichnung.
Bis zum Ende der 1980er Jahre verfügte der Bahnhof Siegen-Weidenau über eine Autoverladestelle für Autoreisezüge der DB-Autozug. Die Anlage ist jedoch seit dieser Zeit nicht mehr in Betrieb und wurde teilweise zurückgebaut.
Bis zur Einstellung des Interregio-Verkehrs war Siegen-Weidenau Fernverkehrsbahnhof, da diese, wie bereits die zuvor verkehrenden Schnellzüge, nur so die Stadt ohne Fahrtrichtungswechsel im Bahnhof Siegen bedienen konnten.

## Bedienung

### Regionalverkehr
Im Schienenpersonennahverkehr (SPNV) verkehren folgende Linien ab bzw. über Siegen-Weidenau:
| Linie | Linienverlauf | Takt                                             | Betreiber         |
| ----- | --- | ------------------------------------------------ | ----------------- |
| RE 34 | Dortmund-Siegerland-Express: Dortmund Hbf – Witten Hbf – Hagen-Hohenlimburg – Iserlohn-Letmathe – Altena (Westf) – Werdohl – Plettenberg – Finnentrop – Lennestadt-Grevenbrück – Lennestadt-Altenhundem – Kirchhundem-Welschen Ennest – Kreuztal – Siegen-Weidenau – Siegen Hbf Stand: Fahrplanwechsel Dezember 2024 | 60 min, 120 min                                  | DB Regio HLB VIAS |
| RB 90 | Westerwald-Sieg-Bahn: Kreuztal – Siegen-Geisweid – Siegen-Weidenau – Siegen Hbf – Eiserfeld (Sieg) – Niederschelden Nord – Niederschelden – Mudersbach – Brachbach – Freusburg Siedlung – Kirchen – Betzdorf (Sieg) – Scheuerfeld (Sieg) – Niederhövels – Wissen (Sieg) – Etzbach – Au (Sieg) – Geilhausen – Hohegrete – Breitscheidt (Kr Altenkirchen Ww) – Obererbach – Altenkirchen (Westerwald) – Ingelbach – Hattert – Hachenburg – Unnau-Korb – Nistertal-Bad Marienberg – Büdingen (Westerw) – Enspel – Rotenhain – Langenhahn – Westerburg – Willmenrod – Berzhahn – Wilsenroth – Frickhofen – Niederzeuzheim – Hadamar – Niederhadamar – Elz (Kr Limburg/Lahn) – Staffel – Diez Ost – Limburg (Lahn) Stand: Fahrplanwechsel Dezember 2024 | einzelne Züge an Werktagen                       | HLB Hessenbahn    |
| RB 91 | Ruhr-Sieg-Bahn: Hagen Hbf – Hohenlimburg – Iserlohn-Letmathe – Altena (Westf) – Werdohl – Plettenberg – Finnentrop – Lennestadt-Grevenbrück – Lennestadt-Meggen – Lennestadt-Altenhundem – Kirchhundem – Kirchhundem-Welschen Ennest – Kreuztal-Littfeld – Kreuztal-Eichen – Kreuztal – Siegen-Geisweid – Siegen-Weidenau – Siegen Hbf Stand: Fahrplanwechsel Dezember 2023 | 60 min (werktags) 120 min (sonn-/feiertags)      | VIAS              |
| RB 93 | Rothaarbahn: Betzdorf (Sieg) – Kirchen – Freusburg Siedlung – Brachbach – Mudersbach – Niederschelden – Niederschelden Nord – Eiserfeld (Sieg) – Siegen Hbf – Siegen-Weidenau – Siegen-Geisweid – Kreuztal – Ferndorf (Siegen) – Kredenbach – Dahlbruch – Hillnhütten – Stift Keppel-Allenbach – Hilchenbach – Vormwald Dorf – Vormwald – Lützel – Erndtebrück – Birkelbach – Aue-Wingeshausen – Berghausen (b Wittgenstein) – Raumland-Markhausen – Bad Berleburg Werktags einzelne Fahrten von Au (Sieg) bzw. Altenkirchen, Samstags 2x von Marburg nach Betzdorf als RB 94 Stand: Fahrplanwechsel Dezember 2021 | 60 min 120 min (Betzdorf–Siegen sonn-/feiertags) | HLB Hessenbahn    |

### Fernverkehr
Seit Dezember 2021 verfügt der Bahnhof Siegen-Weidenau wieder über eine Anbindung an den Fernverkehr.
In den 1980er und 1990er Jahren gab es von Siegen ein Fernzug-Paar nach Oberstdorf. Außerdem wurde von Montag bis Freitag eine Schnellverbindung mit D 810/811 angeboten, die Dortmund und Frankfurt in einer Fahrzeit von unter drei Stunden verband. Dieser besonders für Geschäftsreisende geeignete Zug hielt unterwegs nur in Siegen-Weidenau und Wetzlar.
Im Zeitraum zwischen 1993 und 2002 war der Bahnhof Siegen-Weidenau Systemhalt der Interregio-Linie 22 der Deutschen Bahn. Diese verlief im 2-Stunden-Takt als Nachfolger der klassischen D-Zugverbindungen von Münster über Hamm, Hagen, Siegen-Weidenau, Gießen nach Frankfurt am Main mit einer täglichen Verlängerung nach Emden und Norddeich Mole. Trotz der Bedeutung dieser zu keinem Zeitpunkt beworbenen Züge als preiswerte und komfortable Alternative zur Rheinschiene sowie der Erschließungsfunktion innerhalb des Sauer- und Siegerlandes stellte die Deutsche Bahn den Betrieb aufgrund von Unwirtschaftlichkeit ein, und die Stadt Siegen verlor somit vorläufig ihre gesamte Fernverkehrsanbindung.
Seit dem 12. Dezember 2021 wird Siegen-Weidenau mit doppelstöckigen Intercity 2 der Linie 34 bedient. Zwischen Frankfurt, Siegen-Weidenau und Dortmund bzw. Münster verkehren sechs Zugpaare, die zwischen Dillenburg und Dortmund auch mit Fahrkarten des Nahverkehrs genutzt werden können und die Fahrten der Linie RE 34 (Dortmund-Siegerland-Express) zum Stundentakt ergänzen.
| Linie | Linienverlauf | Takt             | Betreiber      |
| ----- | --- | ---------------- | -------------- |
| IC 34 | von Münster kommend: Dortmund Hbf – Witten Hbf – Iserlohn-Letmathe – Altena (Westf) – Werdohl – Plettenberg – Finnentrop – Lennestadt-Grevenbrück – Lennestadt-Altenhundem – Kreuztal – Siegen-Weidenau – Siegen Hbf – Dillenburg, dann weiter nach Frankfurt (Main) Freigabe für Nahverkehrstickets nur zwischen Dortmund und Dillenburg Stand: Fahrplanwechsel Dezember 2024 | 120 min, 240 min | DB Fernverkehr |

### Umstieg zum Busverkehr
Unmittelbar vor dem Bahnhof befindet sich der Zentrale Omnibusbahnhof (ZOB) Weidenau. Weidenau ist ein Knotenpunkt wichtiger Buslinien im Regional- und Citybusverkehr der Siegener Verkehrsbetriebe Westfalen-Süd. Ferner ist eine Busanbindung zur Universität/Haardter Berg mit den Citybuslinien C 106, C 111 und den UniExpressLinien gewährleistet.